# Thorsten Weidner
Thorsten Weidner (Lauda, 29 de diciembre de 1967) es un deportista alemán que compitió en esgrima, especialista en la modalidad de florete.
Participó en dos Juegos Olímpicos de Verano, obteniendo en total dos medallas, ambas en la prueba por equipos: plata en Seúl 1988 (junto con Matthias Behr, Thomas Endres, Matthias Gey y Ulrich Schreck) y oro en Barcelona 1992 (con Udo Wagner, Ulrich Schreck Alexander Koch e Ingo Weißenborn).
Ganó nueve medallas en el Campeonato Mundial de Esgrima entre los años 1985 y 1994, y una medalla de bronce en el Campeonato Europeo de Esgrima de 1993.

## Palmarés internacional
| Representando a la RFA   |                         |                   |                     |
| Juegos Olímpicos         |                         |                   |                     |
| Año                      | Lugar                   | Medalla           | Prueba              |
| 1988                     | Seúl (Corea del Sur)    | Medalla de plata  | Florete por equipos |
| Campeonato Mundial       |                         |                   |                     |
| Año                      | Lugar                   | Medalla           | Prueba              |
| 1985                     | Barcelona (España)      | Medalla de plata  | Florete por equipos |
| 1986                     | Sofía (Bulgaria)        | Medalla de plata  | Florete por equipos |
| 1987                     | Lausana (Suiza)         | Medalla de oro    | Florete por equipos |
| 1989                     | Denver (Estados Unidos) | Medalla de plata  | Florete por equipos |
| Representando a Alemania |                         |                   |                     |
| Juegos Olímpicos         |                         |                   |                     |
| Año                      | Lugar                   | Medalla           | Prueba              |
| 1992                     | Barcelona (España)      | Medalla de oro    | Florete por equipos |
| Campeonato Mundial       |                         |                   |                     |
| Año                      | Lugar                   | Medalla           | Prueba              |
| 1991                     | Budapest (Hungría)      | Medalla de plata  | Florete individual  |
| 1991                     | Budapest (Hungría)      | Medalla de plata  | Florete por equipos |
| 1993                     | Essen (Alemania)        | Medalla de oro    | Florete por equipos |
| 1994                     | Atenas (Grecia)         | Medalla de plata  | Florete por equipos |
| 1994                     | Atenas (Grecia)         | Medalla de bronce | Florete individual  |
| Campeonato Europeo       |                         |                   |                     |
| Año                      | Lugar                   | Medalla           | Prueba              |
| 1993                     | Linz (Austria)          | Medalla de bronce | Florete individual  |